# Athlītikos Podosfairikos Syllogos Atromītos Athīnōn 1923
L'Athlītikos Podosfairikos Syllogos Atromītos Athīnōn 1923 (in greco: Αθλητικός Ποδοσφαιρικός Σύλλογος Ατρόμητος Αθηνών 1923), noto come Atromītos, è una società calcistica greca con sede a Peristeri, sobborgo di Atene. Nella stagione 2025-26 milita nella Super Liga Ellada, la massima serie del campionato greco e disputa le partite interne nello Stadio Peristeri (circa 9.000 posti).
Fondato nel 1923, nel 2005 si è fuso col Chalkidona e ne ha preso il posto in massima divisione. Ha disputato due finali di Coppa di Grecia, nel 2010-2011 e nel 2011-2012, uscendone ambo le volte sconfitto. In massima serie il miglior piazzamento è il terzo posto, raggiunto nel 1927-1928, ma con solo tre squadre partecipanti alla prima edizione del campionato panellenico, e nel 2013-2014.

## Storia
L'Atromitos è stato ufficialmente fondato nel maggio 1923, quando un gruppo di studenti che vivevano in piazza Kyriakou/Viktorias ad Atene decise di formare una società di calcio. Nello stesso anno Vangelis Stamatis, insegnante di matematica e membro della Lega Panellenica di Calcio, entrò a far parte del consiglio di amministrazione dell'Atromitos. Nel 1924 l'Atromitos fu accolto nell'ambito dei campionati greci.
All'epoca l'Atromitos giocava nello stadio del Panellinios, in quello del Panathīnaïkos o in quello dell'Aris Atene. Alla fine della prima stagione nella massima serie giunse al terzo posto in classifica (dietro al Panathīnaïkos e all'AEK Atene). Nel 1928 i giocatori sconfissero il Goudi Atene per 4-3 nella finale allo stadio Rouf e divennero campioni di Atene. In qualità di campioni ateniesi, in quello stesso anno presero parte al primo campionato panellenico, organizzato dall'EPO. Il 24 maggio 1928 l'Atromitos fu sconfitto per 3-1 dall'Aris Salonicco (che dopo divenne campione) nella gara in trasferta, e fu battuto di nuovo il 3 giugno dall'Ethnikos Pireo, per 5-0. Il 10 giugno, pareggiò 1-1 nella gara di ritorno in casa contro l'Ethnikos, prima di perdere di nuovo con l'Aris per 3-1, sette giorni dopo.
Nei due anni seguenti l'Atromitos rimase nella parte alta della prima divisione di Atene, e nel 1929 terminò terzo dietro al Panathīnaïkos e all'AEK. I giocatori ripeterono l'impresa nel 1930. Nel 1932 Iosiph Chouroukchoglou e Nikolaos Epioglou decisero di spostare la sede della società da Atene a Peristeri. Presto l'Atromitos fu collocato nella stessa zona del Panathinaikos, e ovviamente fu difficile per loro conquistare una grande tifoseria.
Giocò in seconda divisione nazionale fino al maggio 1972, quando, sotto la guida di Savva Papazoulou, raggiunse nuovamente la promozione in Prima Divisione. Questa categoria, tuttavia, si rivelò difficile e la squadra retrocesse l'anno dopo. Nel 1975 un Atromitos rinforzato ritornò in prima categoria, supportato da una grande tifoseria, e terminò la stagione al 13º posto, assicurandosi un posto per la stagione successiva. Nel 1976 migliorò e terminò la stagione al 9º posto, miglior piazzamento nella loro storia a partire dall'ufficializzazione del campionato (1959).
Dal 1981 l'Atromitos riuscì ad attrarre giocatori di valore come Stylianopoulos, Alvarez, Toskas e Athanasopoulos. A dispetto delle grandi ambizioni, l'Atromitos non riuscì a conservare la massima serie e retrocesse nelle categorie inferiori. Dopo anni di scontri in terza divisione, la squadra fu nuovamente promossa in seconda divisione nel maggio 2002, battendo il Levadiakos nello stadio di Patrasso. Nel 2004-2005, nonostante la retrocessione in terza serie, a fine stagione si fuse con il Chalkidona, tornando così a disputare il massimo campionato. Nel 2006-2007 l'Atromitos esordì in Coppa UEFA, dove fu sconfitto nel doppio confronto ed eliminato dal Siviglia (che si impose per 1-2 in Grecia e per 4-0 in Spagna).
Nel 2010-2011 la squadra giunse a disputare la prima finale di Coppa di Grecia della sua storia, persa per 3-0 contro l'AEK Atene. Lo stesso traguardo fu raggiunto l'anno seguente, ma anche questa volta la formazione ateniese fu sconfitta nell'atto conclusivo: la coppa andò all'Olympiacos (2-1 dopo i tempi supplementari).
Nel 2012-2013 l'Atromitos tornò a calcare il palcoscenico europeo partecipando all'Europa League, da cui fu eliminato dal Newcastle Utd.
Prende parte alle qualificazioni per la fase a gironi della UEFA Europa League 2018-2019, ma il cammino è breve. La Dinamo Brest del neo-presidente Diego Armando Maradona si impone sui greci con un divertentissimo 4-3 all’andata, per poi fermarli sull’1-1 al ritorno in Bielorussia.

## Strutture

### Stadio
L'impianto casalingo dell'Atromitos era una volta ben mantenuto ma è stato recentemente abbandonato. Negli ultimi anni, Peristeri è cresciuto fino a diventare il quarto più grande comune della Grecia. Il primo stadio dell'Atromitos è stato il cosiddetto stadio "del Coraggio", che era collocato oltre la baraccopoli di Evangelistria.
Nel 1953 l'Atromitos si spostò nell'attuale impianto, costituito allora solo dalla tribuna centrale per gli spettatori; gli spogliatoi consistevano solo in una piccola stanza in fondo alla tribuna. Molto più tardi, fu costruita una tribuna più grande, con una capacità di 6.000 spettatori. Lo stadio era utilizzato non solo per manifestazioni sportive, ma anche, per esempio, per concerti.
Durante la presidenza di Victor Mitropoulos all'EPAE, furono posti dei seggiolini plastici bianchi e blu nella tribuna centrale. Ancor prima dello Stadio Olimpico di Atene, l'Atromitos ha installato dei riflettori e ha rinnovato la pista di atletica affinché l'impianto potesse essere usato per l'allenamento degli atleti durante i Giochi olimpici di Atene. Sotto il campo di calcio ci sono spazi e attrezzature per attività come la lotta, gli scacchi e il pugilato. La tifoseria organizzata, i Feddayin, ha anch'essa uno spazio nella zona sotto il campo.
Attualmente si è in attesa che le riparazioni alle parti fragili dello stadio danneggiate dall'umidità e da un terremoto siano continuate.

## Presidenti
Nella lista dei presidenti passati del club ci sono Iosiph Chouroukchoglou, Nikolaos Epioglou, Nikolaos Chakiris, Adonis Galaios, Stefanos Kaloumenos, Evangelos Stais, Takis Anevlavis, Adonis Ksipnitos, Pavlos Panoutsopoulos, Stamatis Glykos, Andreas Koulopoulos, Giorgios Douros, Vasilis Petrou, Yannis Kurtis, Kostas Stathakis, Vasilis Chigos e Tasos Papanikolas. Giorgios Spanos è l'attuale presidente.

## Allenatori
- Alekos Sofianidis (1999)
- Vladimir Petrović (1999-2000)
- Georgios Paraschos (1 luglio 2002 - 9 gennaio 2007)
- Dragan Kokotović (11 gennaio 2007 - 9 luglio 2007)
- Guillermo Angel Hoyos (10 luglio 2007 - 26 marzo 2008)
- Paulo Campos (28 marzo 2008)
- Dragan Kokotović (30 marzo 2008 - 25 aprile 2009)
- Vasilis Vouzas (2009)
- Giōrgos Dōnīs (1º luglio 2009 - 30 maggio 2012)
- Dušan Bajević (2 giugno 2012 - 23 dicembre 2012)
- Nikos Anastopoulos (30 dicembre 2012 - 7 aprile 2013)
- Georgios Paraschos (8 aprile 2013 - 22 settembre 2014)
- Ricardo Sá Pinto (23 settembre 2014 - 5 febbraio 2015)
- Nikos Nioplias (6 febbraio 2015 - 12 giugno 2015)
- Michalis Grigoriou (14 giugno 2015 - 3 Nov 2015)
- Traïanos Dellas (8 novembre 2015 - 19 settembre 2016)
- Georgios Korakakis (19 settembre 2015 - 6 febbraio 2016)
- Ricardo Sá Pinto (5 febbraio 2017 - 12 giugno 2017)
- Damir Canadi (21 giugno 2017 - 5 maggio 2019)
- Giannīs Anastasiou (24 maggio 2019 - 16 novembre 2019)
- Ángel López Pérez (18 novembre 2019 - 24 settembre 2021)
- Geōrgios Paraschos (25 settembre 2021 - 19 dicembre 2021)
- Chris Coleman (7 gennaio 2022 - 23 ottobre 2023)
- Saša Ilić (24 ottobre 2023 - )

## Palmarès

### Competizioni nazionali
- Beta Ethniki: 3

1971-1972, 1979-1980, 2008-2009
- Gamma Ethniki: 1

1987-1988
- Delta Ethniki: 1

1997-1998 (gruppo 1)

### Altri piazzamenti
- Campionato greco:

Terzo posto: 1927-1928, 2013-2014
- Coppa di Grecia:

Finalista: 2010-2011, 2011-2012
Semifinalista: 1991-1992, 2007-2008, 2015-2016
- Gamma Ethniki:

Terzo posto: 2000-2001
Promozione: 2001-2002

## Statistiche e record
- Stagioni nella Souper Ligka Ellada: 17
- Stagioni in Coppa UEFA/UEFA Europa League: 5

### Statistiche nelle competizioni UEFA
Tabella aggiornata alla fine della stagione 2018-2019.
| Competizione                  | Partecipazioni | G  | V | N | P | RF | RS |
| ----------------------------- | -------------- | -- | - | - | - | -- | -- |
| Coppa UEFA/UEFA Europa League | 5              | 12 | 4 | 2 | 6 | 15 | 19 |

## Organico

### Rosa 2024-2025
Aggiornata al 6 Marzo 2025.
| N. |                         | Ruolo | Calciatore               |
| -- | ----------------------- | ----- | ------------------------ |
| 1  | Grecia (bandiera)       | P     | Eleutherios Choutesiōtīs |
| 3  | Grecia (bandiera)       | D     | Nikolaos Athanasiou      |
| 4  | Grecia (bandiera)       | D     | Dīmītrīs Stavropoulos    |
| 5  | Spagna (bandiera)       | C     | Theocharīs Tsiggaras     |
| 7  | Egitto (bandiera)       | C     | Amr Warda                |
| 8  | Austria (bandiera)      | C     | Peter Michorl            |
| 9  | Paesi Bassi (bandiera)  | A     | Tom van Weert            |
| 10 | Spagna (bandiera)       | A     | Carlitos                 |
| 11 | Suriname (bandiera)     | A     | Denzel Jubitana          |
| 12 | Grecia (bandiera)       | C     | Mattheos Mountes         |
| 14 | Grecia (bandiera)       | C     | Dimitrios Kaloskamis     |
| 17 | Spagna (bandiera)       | D     | Quini                    |
| 18 | Burkina Faso (bandiera) | C     | Ismahila Ouédraogo       |

| N. |                      | Ruolo | Calciatore           |
| -- | -------------------- | ----- | -------------------- |
| 19 | Grecia (bandiera)    | A     | Panagiotis Tsantilas |
| 24 | Grecia (bandiera)    | D     | Spyros Ampartzidis   |
| 27 | Grecia (bandiera)    | D     | Konstantinos Pomonis |
| 30 | Venezuela (bandiera) | C     | Brayan Palmezano     |
| 31 | Svezia (bandiera)    | D     | Franz Brorsson       |
| 32 | Germania (bandiera)  | C     | Makana Baku          |
| 43 | Grecia (bandiera)    | P     | Giannis Saltas       |
| 44 | Grecia (bandiera)    | D     | Dimitrios Tsakmakis  |
| 55 | Moldavia (bandiera)  | P     | Alexei Koșelev       |
| 66 | Grecia (bandiera)    | C     | Athanasios Karamanis |
| 70 | Brasile (bandiera)   | D     | Mansur               |
| 99 | Grecia (bandiera)    | C     | Georgios Tzovaras    |

### Stagioni passate
- 2011-2012
- 2012-2013
- 2016-2017
- 2017-2018
- 2018-2019
- 2019-2020
- 2020-2021
- 2021-2022